# Varaždinsko zelje
Varaždinsko zelje (Brassica oleracea var. capitata f. alba)  hrvatski je autohtoni proizvod registriran i zaštićen na zajedničkom tržištu EU, gdje je dobio oznaku izvornosti i zemljopisnog podrijetla u listopadu 2017. godine.
Proizvodi se od istoimene sorte Varaždinski kupus, U proizvodnji se koristi certificirano sjeme ili domaće sjeme proizvedeno na poljoprivrednom gospodarstvu, koje potječe iz domaćih biljnih genetskih izvora s područja Varaždinske županije.